# Comando da Madrugada
Comando da Madrugada foi um programa criado e apresentado por Goulart de Andrade nas madrugadas de sábado para domingo na Rede Bandeirantes. Inicialmente, chamava-se Plantão da Madrugada quando era exibido na Rede Globo, em 1 de maio de 1982. No ano seguinte, já com o novo nome, migrou para a Bandeirantes, onde permaneceu até 1985.
Este programa passou por várias emissoras de TV brasileiras, com destaque para o SBT, onde esteve no ar entre 1986 e 1994, e a Manchete, que o exibiu entre 1994 e 1998. Após uma passagem de 2 anos pela TV Gazeta, voltou à grade da Band em 2002, permanecendo até 2007, quando saiu do ar.
O Comando da Madrugada chegou a ter, como trilha sonora, uma versão da música "Blue Moon", do grupo The Marcels, feita pelo pianista César Camargo Mariano.

## Exibição
| Emissora na qual o programa foi exibido | Ano de estreia e extinção |
| --------------------------------------- | ------------------------- |
| TV Globo                                | 1982–1983                 |
| Rede Bandeirantes                       | 1983–1985                 |
| SBT                                     | 1986–1994                 |
| Rede Manchete                           | 1994–1998                 |
| TV Gazeta                               | 2000–2002                 |
| Rede Bandeirantes                       | 2002–2007                 |